# Среднеазиатские иранцы
Среднеазиа́тские ира́нцы (самоназвание: эрони, форс), для бухарских ирани используется название среднеазиатские персы — этноконфессиональная группа иранского происхождения, проживающая в основном в Узбекистане и Таджикистане, а также частично в других странах. Входит в иранскую группу народов, с примесью представителей тюркских народов, прежде всего и в основном узбеков и азербайджанцев. Традиционной и основной религией среднеазиатских иранцев является ислам шиитского толка иснашааритского направления, в меньшей степени бахаизм и суннитский толк ханафитского мазхаба. По разным оценкам, количество среднеазиатских иранцев составляет от 50 до 60 тысяч человек. Этногенез среднеазиатских иранцев — яркий пример сосуществования и смешения иранских народов с тюркскими народами.
Происхождение различных групп иранцев неодинаково. Одни из них были потомками переселенных сюда в конце XVIII века эмиром Шахмурадом жителей Мерва; другие — потомками освобожденных (в 1860—1880-х годах), согласно договору с русским правительством, рабов, привозившихся в Бухару со всего Хорасана, включая и север Афганистана; третьи, наконец, происходили от переселенцев из Ирана, в разное время и по своей воле приходивших в Мавераннахр и здесь оседавших.

## История
Связи древних персов, а также других народов Западного Ирана с этнически близким ираноязычным населением Средней Азии активно развивались по крайней мере начиная с эпохи Ахеменидов.
Однако настоящее формирование иранской диаспоры, не смешивающейся с местным таджикским и узбекским населением, может быть отнесено только к эпохе возникновения чётких этноконфессиональных барьеров между населением Ирана и Мавераннахра, связанного, в частности, с воцарением в XVI веке в Иране династии Сефевидов и обращении большинства его жителей в шиизм. Войны между шиитским Ираном и суннитским Бухарским ханством были основным источником проникновения в Средней Азии шиитского населения. В 1740 году Надир-шах временно оккупировал Бухарское и Хивинское ханства, вместе с ним на восток переселялись шииты (кызылбаши), в основном тюркоязычные. Однако основным источником пополнения диаспоры среднеазиатских шиитов были многочисленные пленники, угоняемые из Хорасана, в том числе из города Мерва, до XVIII века сохранявший тюркоязычное население. Пленники расселялись прежде всего в Бухаре и Самарканде, а также в Пенджикенте. В дальнейшем многие переселялись в Джизак, Ходжент, Шахрисабз и Термез.
После захвата Бухары оставшиеся в регионе войска шиитского Ирана напрямую помогли захватить и удержать власть фактическому основателю узбекской династии Мангытов Мухаммаду Рахиму. Это вызвало отрицательную реакцию богословов Бухары и Самарканда, воспитанных на традициях полного непризнания шиизма вообще.
Но, несмотря ни на что, наиболее активный правитель Мухаммед Рахим-хан переселил значительное количество жителей временно захваченных им районов Мерва, юго-восточного Мазендерана, Абиварда и др. Например, по данным эпиграфических исследований, мазара ирани «Ого-йи Мир Хасан» (изначально это было исключительно кладбище ирани), на котором сохранились надгробия, по крайней мере, с XIX века и до 1930-х годов, заключали имена местных иранцев, очевидно, с наследственными нисбами «Гилани», «Мазандарани», «Нисауи» и т. п.
Уже начиная со времени правления первых мангытов, большую роль в управлении государством играли иранцы, рабы по происхождению. При Даниял-бие (1758—1785) на одну из высших придворных должностей кушбеги был назначен некий Давлат-бий, раб-шиит по происхождению. Вооруженная охрана правителя состояла из невольников-гулямов. Выдвижение бывших рабов на высшие должности в условиях постоянных межфеодальных распрей известно в древности и в данном случае объясняется опорой на «элементы, не связанные своим происхождением с узбекской знатью», что, естественно, вызывало недовольство последней. Оппозиционные настроения знати, а также недовольство простого народа творившимися в ханстве злоупотреблениями и беззакониями очень часто облекались в религиозную форму борьбы с «еретиками»-шиитами, стоявшими у власти. Одним из таких моментов и воспользовался эмир Шахмурад (1785—1800), целью которого было присоединение к Бухарскому эмирату значительной части современной Туркмении с центром в Мерве. После того как жители Мерва сдались, довольно большое число их во главе с сыновьями убитого правителя Байрам Али, было переселено в Бухару. Потомки этих переселенцев и составили значительную часть среднеазиатских иранцев, дав ей одно из самоназваний — «маруи», часто произносимое в Бухаре как «маври».
О мервцах А. Д. Гребенкин писал, что они были хорошими земледельцами, воинами и ремесленниками и что поэтому эмир Шахмурад не обратил их в рабов, а, расселив по городам, дал им в собственность хорошие земли и пустые сакли. Подобные переселения, но менее компактными группами, продолжались и при преемниках эмира Шахмурада, в частности при эмире Насрулла-хане. Он создал постоянное пехотное войско — сарбазов с помощью Абду-с-Самада, авантюриста, выходца из Ирана (по-видимому, отчасти знакомого с постановкой военного дела в европейских армиях), это войско состояло из персов, афганцев, таджиков и отчасти военнопленных русских.
Иранская диаспора Самарканда сыграла немалую роль в присоединении части Бухарского эмирата в состав Российской империи в 1868 году, за что им были дарованы привилегии.
В 1874 году в Русской Средней Азии было отменено рабство, и многие иранцы вернулись на родину. Однако значительное их число осталось в Средней Азии, компактно заселяя отдельные «иранские» махалли. К этим иранцам-шиитам присоединялись также иранские купцы и ремесленники, до 1917 года довольно легко пересекавшие границу. Таких переселенцев бухарцы обычно называли не эрони, a машхади (мешхедцы) или форсиён (персы).
Подавляющее большинство иранцев, находившихся в начале XX века в Средней Азии, состояло из разорённых крестьян, ремесленников и рабочих Южного Азербайджана, Хорасана и других провинций Северо-Восточного Ирана, покинувших родину в поисках заработка. Иранцы в Средней Азии работали грузчиками, дворниками, домашней прислугой, чернорабочими на заводах, железной дороге, стройках, нефтепромыслах, сельскохозяйственными батраками.
На протяжении веков взаимодействуя с местным населением, среднеазиатские иранцы значительно сближались с местным населением, смешению с которыми, однако, препятствовали конфессиональные барьеры. В целом сосуществование иранцев с местным суннитским населением было мирным, хотя иногда и происходили эксцессы на религиозной почве, в частности, суннитско-шиитская резня 1910 года.

## Численность и расселение
Общая численность среднеазиатских иранцев по разным оценкам от 50 до 60 тысяч человек. Основная их часть, а это более 50 000, проживает в Узбекистане. Более половины узбекистанских иранцев проживает в городе Самарканд и его окрестностях, в пригородных районах Даргам (известный как Эрон ариги — Иранский арык), в иранских махаллях Панджаб, Ходжа-Сахат, Лолазор, Хаймар, Багишамал, Найман, Ходжаназар, Бекмахалля, Дамарык, в городе Хишрау. Также они распространены в Бухаре и её окрестностях, частично в Кашкадарьинской, Сурхандарьинской, Джизахской областях.
В Таджикистане численность среднеазиатских иранцев по разным оценкам составляет около 4 000 человек. Распространены в основном в западной части страны, в Пенджикентском районе Согдийской области, в районах республиканского подчинения.
Незначительная часть среднеазиатских иранцев проживает в Туркменистане, в основном в Лебапском велаяте. Около 1 200 среднеазиатских иранцев являются эмигрантами и проживают в Иране, России, США, Турции и странах Европейского союза.

## Традиционные занятия
Среднеазиатские иранцы издавна занимались земледелием и садоводством, большое распространение получили различные ремёсла (ювелирное дело, ковроткачество и др.) и торговля. В XIX веке некоторые иранские купцы из Средней Азии совершали торговые операции по всей Российской империи. Кроме того, многие иранцы занимались шелководством и шелкоткачеством.

## Язык и национальное сознание
До Октябрьской Революции основным этническим барьером между иранцами и местными таджиками и узбеками было исповедание первыми иснаашаристкого шиизма, противопоставленного типичному для Средней Азии суннитскому исламу. В 1920-х годах советское правительство поощряло национальное развитие среднеазиатских иранцев. В Самарканде был учреждён иранский район, был открыт иранский театр и национальные школы с персидским языком обучения, организовывались иранские колхозы. Данная программа была в целом свёрнута в начале 1930-х годов, когда среднеазиатские иранцы были признаны «узбеками».
Усвоение иранцами Средней Азии доминирующих в Бухарском эмирате и среднеазиатских владениях Российской империи тюркских наречий (узбекского языка), изначально в качестве второго языка, происходило на протяжении всей истории диаспоры. Долгое время сохранению фарси способствовали контакты с Хорасаном, а также господствующее положение персидского языка — родного языка таджиков в ЦА. Бо́льшая часть среднеазиатских иранцев говорила на тюркском. В 1970 году из 15 тысяч иранцев Узбекистана 12 тысяч назвало именно этот язык родным.
В советские годы, в эпоху политики поощрения атеизма, подвергалась размыванию также конфессиональная идентичность иранцев, что способствовало заключению межэтнических браков с окружающими узбеками и таджиками, а также восприятию многими иранцами узбекской идентичности.

## Известные представители
- Ибрагим Султан — писатель, литературовед и переводчик;
- Востоковеды и иранисты: К. Шитфар, А. Табатабаи, Д. Эфтехор, Халад Бори, М. Тагеев, Л. Халилов
- Сайд Али Ахунзаде — иранский режиссёр;
- Рашид Файзи — узбекистанский актёр;
- Парвиз Алиев — узбекистанский дипломат;
- Шовкат-ханум Алиева — диктор высшей категории Ирана;
- Мухамматмирзо Парастепанох — арабист, выпускник Тегеранского университета.
- Исмаил Жўрабеков — с 1994 по 1998 год занимал должность первого заместителя премьер-министра Узбекистана.